# Hayesville (Ohio)
Hayesville es una villa ubicada en el condado de Ashland en el estado estadounidense de Ohio. En el Censo de 2010 tenía una población de 448 habitantes y una densidad poblacional de 233,43 personas por km².

## Geografía
Hayesville se encuentra ubicada en las coordenadas 40°46′34″N 82°15′37″O / 40.77611, -82.26028. Según la Oficina del Censo de los Estados Unidos, Hayesville tiene una superficie total de 1.92 km², de la cual 1.91 km² corresponden a tierra firme y (0.4%) 0.01 km² es agua.

## Demografía
Según el censo de 2010, había 448 personas residiendo en Hayesville. La densidad de población era de 233,43 hab./km². De los 448 habitantes, Hayesville estaba compuesto por el 98.44% blancos, el 0% eran afroamericanos, el 0% eran amerindios, el 0.22% eran asiáticos, el 0% eran isleños del Pacífico, el 0% eran de otras razas y el 1.34% pertenecían a dos o más razas. Del total de la población el 0.45% eran hispanos o latinos de cualquier raza.